# Santo Adrião de Vizela
Santo Adrião de Vizela is een plaats (freguesia) in de Portugese gemeente Vizela en telt 2460 inwoners (2001).